# آرکل
آرکل (به هلندی: Arkel) یک منطقهٔ مسکونی در هلند است که در خیسن‌لاندن واقع شده‌است. آرکل ۳٬۶۰۰ نفر جمعیت دارد.